# Kleurcodering
Een kleurcodering is enerzijds een manier om veel van de kleuren in de kleurruimte in een set van cijfers om te zetten. Er bestaan verschillende systemen voor deze kleurdefinities. Geen van deze systemen is echter in staat om alle theoretisch mogelijke kleuren te coderen. Wel zijn sommige coderingen in staat om dermate veel kleuren te coderen, dat het voor mensen lijkt alsof alle kleuren omvat worden, aangezien de kleurschakeringen in deze coderingen zeer dicht op elkaar liggen. De andere betekenis van "kleurcodering" is het onderscheid maken tussen elementen uit een reeks door middel van een of meer kleuren. Op allerlei gebieden worden deze kleurbetekenissen ingezet.

## Kleurdefinities

### Kleurcodering RGB
Het RGB-kleursysteem drukt de kleuren uit als een combinatie van drie primaire kleuren, uitgaande van additieve kleurmenging, Rood, Groen en Blauw. De hoeveelheid van elke primaire kleur die benodigd is om de mengkleur te verkrijgen, wordt uitgedrukt in een getal. Veelal wordt hiervoor het hexadecimale stelsel gebruikt. Het wordt veel gebruikt voor internet toepassingen. HTML herkent deze kleuren.

### Kleurcodering CMYK
Het kleurcoderingssysteem CMYK (Cyaan, Magenta, Yellow, Key=Black) is meer geschikt voor subtractieve kleursystemen, zoals met verf en drukinkt.

### Kleurcodering televisie
YUV is de kleurenruimte die in het PAL televisiecodeersysteem wordt gebruikt, dat veel in Europa wordt toegepast. Alternatieve standaarden voor analoge televisie-uitzendingen zijn het Amerikaanse NTSC, en het Franse SECAM.

### RAL-kleuren
RAL is een nummersysteem om kleuren van verf en andere coatings vast te leggen. Hierbij is er geen duidelijk verband tussen de nummers en de daadwerkelijke kleur, de kleuren moeten in een catalogus of kleurenwaaier opgezocht worden.

### Pantone kleuren
Het Pantone kleursysteem is een soortgelijk systeem als het RAL systeem en wordt vooral in de grafische industrie gebruikt. Kleuren hebben een PMS-codering (Pantone Matching System).

### Kleuren licht
De kleur van het uitgestraalde licht van fluorescentielampen wordt met een aantal twee- of driecijferige getallen aangeduid. Voor lampen in het algemeen en fotografie wordt veel gebruikgemaakt van de kleurtemperatuur, de temperatuurschaal in kelvin, waarbij een lage waarde (rond de 1000 K) in het rode bereik ligt (roodgloeiend) en een hoge waarde (rond de 6000 K) de kleur wit van het zonlicht (witheet) benadert.

## Kleurbetekenissen

### Leesniveau
In bibliotheken worden boeken voor beginnende lezers ingedeeld volgens leesniveau, meestal de negen niveaus van het AVI-systeem. Met gekleurde stickers kunnen kinderen zelf een boek van hun niveau gaan uitkiezen. Voor de eenvormigheid neemt men de volgorde van de kleuren over van de kleurcodering die gebruikelijk is bij de elektronica (zie vorige paragraaf).

### Muziekmedia
In de openbare bibliotheken gebruikt men voor de muziekmedia een codering die bestaat uit de combinatie van twee kleuren, waarmee het genre wordt aangeduid.

### Elektronica
In de elektronica worden weerstanden, en soms condensatoren, dioden en spoelen, van een kleurcode voorzien in plaats van getallen om de waarde ervan aan te duiden: de kleurcode voor elektronica. Er zijn tien kleuren voor de tien cijfers.
Verbindingen tussen audio- en video-apparatuur hebben meestal de volgende kleuren:
- rood: audio rechts
- wit (voorheen zwart): audio links: 
  - Bij een vieraderige audiokabel naast rood en wit ook geel en zwart.
- geel: video
- oranje: afstandbediening
- rood: luidspreker plus
- zwart: luidspreker min

Voor surround sound zijn nog meer audioverbindingen nodig, maar daar is in de kleurcode weinig overeenstemming.
Met een gekleurd lampje kan worden aangegeven of een apparaat is ingeschakeld. Er is hier weinig standaardisatie te vinden. Vanouds waren alle leds rood, tegenwoordig zijn ook groene en blauwe leds mogelijk, en ze worden toegepast.
- Vanouds
  - wit of rood: ingeschakeld
- Tegenwoordig
  - rood: standby
  - groen: ingeschakeld
- Ook voorkomend
  - blauw: ingeschakeld

### Elektrotechniek
In de elektrotechniek worden aders van kabels en lichtnetdraden vaak door middel van kleuren onderscheiden. Hoewel er soms wat is veranderd is de norm hiervoor vrij wijdverbreid. Ook geïsoleerde adereindhulzen worden door middel van een kleurcode onderscheiden. Zie Lichtnet#Kleurcodes.
Bij gelijkstroom geldt meestal:
- rood: plus
- zwart: min

Smeltveiligheden hebben een kleurcodering voor de maximale stroomsterkte. In woningen ziet men meest 16 A, kleurcode grijs. Zie Smeltveiligheid#Kleur van verklikker en passchroef.

### Computer

#### Voedingskabels
- zwart: massa
- rood: +5 V
- geel: +12 V

Er zijn er nog meer.

#### Aansluitingen
- paars: toetsenbord
- groen: muis
- groen: audio-uitgang
- lichtblauw: lijningang
- roze: microfooningang
- zwart: usb 2
- blauw: usb 3
- zwart: ISA-slot
- wit: PCI-slot
- geel: PCIe-slot

### Pluggen
Pluggen om een schroef in een stenen muur te bevestigen hebben veelal een kleur om de diameter aan te geven. Verschillende fabrikanten gebruiken echter verschillende kleurcodes.

### Gevaar
In gevaarlijke situaties, bijvoorbeeld bij slecht weer, gevaarlijk zwemwater, brandgevaar, gebruikt men soms een kleurcode om de ernst van het gevaar aan te duiden. 
- rood: gevaarlijk
- oranje: tamelijk gevaarlijk
- geel: minder gevaarlijk
- groen: veilig

Deze kleurcodering komt enigszins overeen met de hieronder vermelde kleuren van verkeerslichten en spoorseinen.
Bij een gevaarlijke situatie wordt vaak een kleur genoemd, bijvoorbeeld "code oranje". Niet altijd is er dan werkelijk iets wat die kleur heeft.

#### Verkeerslichten en spoorseinen
Bij verkeerslichten is er een internationale afspraak dat de drie kleuren de voor iedereen bekende betekenissen hebben. 
- rood: stoppen
- geel (in de volksmond oranje): stoppen, tenzij stoppen redelijkerwijs niet meer mogelijk is.
- groen: doorrijden

Seinen bij de spoorwegen:
- rood: stoppen
- geel (voorheen groen): langzaam
- groen (voorheen wit): doorrijden

### Waterkranen
Waterkranen werden vanouds voorzien van een opschrift "warm" en "koud", maar dragen tegenwoordig haast altijd een kleurcode: rood is warm, blauw is koud. Bovendien bevindt de warme kraan zich links en de koude kraan rechts.

### Contactlenzen
Een etui voor contactlenzen heeft twee vakjes, meestal gemerkt met de letters L en R en vaak met verschillende kleuren. Veel regelmaat is er in de kleurcode echter niet te ontdekken.

### Afvalscheiding
Bakken voor afvalscheiding hebben kleuren die enigszins gestandaardiseerd zijn, maar afwijkingen komen voor.
- rood: chemisch afval
- groen: GFT (groente, fruit en tuinafval)
- blauw: papier en karton
- oranje: plastic, verpakkingen, PMD (plastic, metaal, drankenkartons)
- grijs: restafval

### Boordverlichting
Boordverlichting van schepen en vliegtuigen: groen aan stuurboord, rood aan bakboord.

### Havenlichtenenbetonning
Een schip dat in Europa de haven binnenvaart of stroomopwaarts op een rivier vaart, ziet rode lichten en tonnen links en groen rechts. In Amerika en veel plaatsen elders is het andersom.

### Stereoscopie
Bij stereoscopische dia's is de gestandaardiseerde codering: linkerdia rood, rechterdia groen. Dit is ook de kleur van de glazen van een 3D-bril.

### Leidingen
Buizen en leidingen hebben in industriële omgevingen een kleurcode volgens NEN 3050.
- groen: water
- blauw: lucht
- grijs: stoom
- rood: blusleidingen
- oranje: zuur
- paars: base
- geel: gas
- bruin: ontvlambare vloeistoffen
- zwart: onbrandbare vloeistoffen

Aan boord van een schip zijn de kleuren:
- groen: zeewater
- blauw: zoet water
- zwart: afvalwater
- wit: lucht voor ventilatie
- zilver: stoom
- rood: blusleidingen
- paars: zuren en basen
- oranje: olie (geen brandstof)
- bruin: brandstof
- geel: brandbaar gas
- grijs: onbrandbaar gas

### In de huiselijke kring
Voorwerpen voor verschillende huisgenoten hebben vaak verschillende kleuren. 
Tandenborstels zijn een voorbeeld. Bij aanschaf van een nieuwe tandenborstel let men er vaak op dat deze dezelfde kleur heeft als de afgeschafte tandenborstel.
Koffie- en theekoppen kunnen ook verschillende kleuren hebben. Bezoekers krijgen dan ook een eigen kleur.
Er is wellicht behoefte aan een codering voor de hierboven genoemde etuis voor contactglazen, als meerdere huisgenoten deze oogcorrectie dragen.
Het geslacht van kinderen wordt vaak met een kleur aangeduid: roze voor meisjes en lichtblauw voor jongetjes. Dit is terug te vinden in de kleur van muisjes op beschuit met muisjes, geboortekaartjes en de inrichting van een babykamer.
primaire kleur · secundaire kleur · tertiaire kleur · complementaire kleur · kleurencirkel · partitieve kleurmenging · kleurcontrast · kleurtemperatuur

kleurcodering · kleurruimte · CIELAB · CMYK · HSL/HLS · HSV/HSB · HTML-kleuren · NCS · Pantone PMS · RAL · RGB · YIQ · YUV · YPbPr